# Унсин (река)
Унсин (исп. Uncín) — малая река в Испании, на севере провинции Астурия. Протяжённость реки — 11,5 км.
Река берёт начало в Кантабрийских горах, в муниципалитете Кудильеро, в районе Пьедрасмалас, у деревни Льендепин. Впадает в Бискайский залив недалеко от астурийской деревушки Ламуньо, Конча-де-Артедо.

## Фауна
Согласно результатам ловли рыбы, проведенным между 1997 и 2019 годами, а также литературным источникам и достоверным устным сообщениям, в реке были обнаружены угри